# Иоселиани, Автандил Шотаевич
Автандил Шотаевич Иоселиани (17 августа 1950, Тбилиси — 13 ноября 2007) — грузинский государственный деятель, руководитель внешнеполитической разведки Республики Грузия. Награждён орденом Вахтанга Горгасали II степени (1996) и орденом Чести (2000). Национальный герой Грузии (2019, посмертно).

## Биография
Родился в 1950 году в Тбилиси.
В 1973 году окончил Грузинский политехнический институт. В 1974−1975 годах был курсантом Высших курсов КГБ СССР (г. Минск).
В 1975—1987 годах работал оперативным сотрудником, старшим оперативным сотрудником, начальником отдела КГБ Грузии.
В 1987—1991 годах работал заместителем председателя КГБ Абхазской АССР (полковник).
В 1991—1992 годах возглавлял КГБ Абхазской АССР;
12 августа 1992 года утром первым авиарейсом из Тбилиси прибыл в Сухум и сообщил по телефону Владиславу Ардзинбе о принятом накануне ночью Госсоветом Грузии решении о вводе войск на территорию Абхазии с целью «восстановления конституционного порядка». Ардзинба это заявление Иоселиани воспринял как объявление войны.
В 1992—1993 гг. работал заместителем председателя Информационно-разведывательной службы Грузии, (генерал-майор);
С октября 1993 года первым заместителем председателя Службы государственной безопасности;
С декабря 1995 года первым заместителем министра Государственной безопасности, (генерал-лейтенант).
С сентября 1997 года до февраля 2004 являлся председателем Государственного департамента внешней разведки Грузии.
Скончался в результате сердечного приступа 13 ноября 2007 года.

## Дипломатия в Абхазии
В 1995—1997 посещал с необъявленными визитами Абхазию, вёл переговоры с Владиславом Ардзинбой.
Иоселиани в те годы был единственным представителем высшего грузинского официоза, которого принимали руководители Абхазии для переговоров на конфиденциальном уровне.
Все три абхазских президента — Владислав Ардзинба, Сергей Багапш, Александр Анкваб — в человеческом плане отзывались об Иоселиани с уважением, хотя и не разделяли его упрощенческих конструкций грузино-абхазского урегулирования, не были согласны с характерным для риторики Иоселиани принижением роли России в регионе.
Иоселиани подготовил единственный и уникальный в своём роде визит Владислава Ардзинбы в Тбилиси 14-15 августа 1997 и его прямые переговоры с Эдуардом Шеварднадзе. Визит абхазского лидера в Тбилиси в пятую годовщину начала грузино-абхазского конфликта состоялся под гарантии безопасности министра иностранных дел РФ Евгения Примакова, на чьём самолёте и в чьём сопровождении Ардзинба совершил эту поездку.

Иоселиани об Александре Анквабе, 2004: 
Мы вместе работали — почему я не могу с ним дружить? Благодаря Анквабу во время войны спасли очень многих абхазов и грузин. Это что, можно забыть? Он очень порядочный, очень честный, мужественный человек, строгий начальник. Вот этого боятся все — все плохие. Хорошие таких людей не боятся. С ним очень трудно разговаривать, но если он поймет, что ты не обманываешь, ведешь нормальный разговор — всё понимает прекрасно.

## Семья
Был женат, имел троих детей.
В кругу коллег и друзей, не только в Грузии, но и в Абхазии, Автандила Иоселиани называли Дато.[значимость факта?]